# Nati nel 1986/Luglio
| Questa pagina contiene informazioni ricavate automaticamente dalle voci biografiche con l'ausilio del template Bio e di un bot. L'aggiornamento è periodico e automatico e ricostruisce completamente la pagina. Se manca una persona in questa lista, sei pregato di non aggiungerla, ma accertati piuttosto che la sua voce biografica contenga il template Bio e che i dati anagrafici siano correttamente compilati. Se il template Bio manca, inseriscilo tu stesso o, in alternativa, metti l'avviso {{tmp\|Bio}} che ne segnala la mancanza. Se i dati riportati sono sbagliati, correggi direttamente la voce biografica; le modifiche saranno visibili in questa lista entro pochi giorni. Per chiarimenti vedi il progetto biografie. La lista contiene solo le 448 persone che sono citate nell'enciclopedia e per le quali è stato implementato correttamente il template Bio. Pagina aggiornata al 2 ago 2025. |

- 1º luglio - Charlie Blackmon, giocatore di baseball statunitense
- 1º luglio - Rémy Dugimont, ex calciatore francese
- 1º luglio - Iulian Erhan, calciatore moldavo
- 1º luglio - Tatsuya Fukuzawa, pallavolista giapponese
- 1º luglio - Erin Henderson, ex giocatore di football americano statunitense
- 1º luglio - Il'ja Ivanov, ex bobbista russo
- 1º luglio - Jens Janse, ex calciatore olandese
- 1º luglio - Vangjel Mile, ex calciatore albanese
- 1º luglio - Sonoya Mizuno, attrice, ballerina e modella giapponese
- 1º luglio - Agnes Monica, cantautrice, ballerina e attrice indonesiana
- 1º luglio - Giovanni Moreno, ex calciatore colombiano
- 1º luglio - Poorya Nazari, giocatore di poker canadese
- 1º luglio - Karri Rämö, hockeista su ghiaccio finlandese
- 1º luglio - Rob Schremp, ex hockeista su ghiaccio statunitense
- 1º luglio - Claudia Squizzato, calciatrice italiana
- 1º luglio - Rachel Summerlyn, wrestler statunitense
- 1º luglio - Will Thomas, cestista statunitense
- 2 luglio - Brett Cecil, giocatore di baseball statunitense
- 2 luglio - Aatif Chahechouhe, ex calciatore francese
- 2 luglio - Denis Epstein, ex calciatore tedesco
- 2 luglio - Federico Esposito, velista italiano
- 2 luglio - Kendrick Farris, sollevatore statunitense
- 2 luglio - Florian Fromlowitz, ex calciatore tedesco
- 2 luglio - Jameson Konz, giocatore di football americano statunitense
- 2 luglio - Lindsay Lohan, attrice, cantante e modella statunitense
- 2 luglio - Bruno de Rezende, pallavolista brasiliano
- 2 luglio - Penelope Riboldi, calciatrice italiana
- 2 luglio - Walter Serrano, calciatore argentino
- 2 luglio - Murray Stewart, canoista australiano
- 2 luglio - Katie Taylor, pugile e calciatrice irlandese
- 2 luglio - Alice Trevisan, ex rugbista a 15 italiana
- 2 luglio - Sam Trickett, giocatore di poker britannico
- 2 luglio - Fatima Trotta, attrice e conduttrice televisiva italiana
- 2 luglio - Stefano di Tunisi, giocatore di football americano italiano
- 3 luglio - Tirrell Baines, ex cestista statunitense
- 3 luglio - Thomas Bouhail, ginnasta francese
- 3 luglio - Romain Danzé, ex calciatore francese
- 3 luglio - Sascha Dum, allenatore di calcio e ex calciatore tedesco
- 3 luglio - Jerome Felton, giocatore di football americano statunitense
- 3 luglio - Tommy Hunter, giocatore di baseball statunitense
- 3 luglio - Puttichai Kasetsin, attore televisivo, conduttore radiofonico e conduttore televisivo thailandese
- 3 luglio - Carmen Maria Machado, scrittrice statunitense
- 3 luglio - Marco Antônio de Mattos Filho, ex calciatore brasiliano
- 3 luglio - Robina Muqimyar, politica e ex velocista afghana
- 3 luglio - Leyla Əliyeva, conduttrice televisiva azera
- 3 luglio - Oriol Riera, ex calciatore spagnolo
- 3 luglio - Sosthène Soglo, calciatore beninese
- 3 luglio - Julija Stepanova, mezzofondista russa
- 3 luglio - Raymond Sykes, ex cestista statunitense
- 3 luglio - Rambo Tapui, allenatore di calcio e ex calciatore samoano americano
- 3 luglio - Ola Toivonen, ex calciatore svedese
- 3 luglio - Jessica Tomasi, arciera italiana
- 3 luglio - Óscar Ustari, calciatore argentino
- 3 luglio - Duane Vermeulen, ex rugbista a 15 sudafricano
- 3 luglio - Kisenosato Yutaka, lottatore di sumo giapponese
- 4 luglio - Ömer Aşık, ex cestista turco
- 4 luglio - Marvin Bartley, allenatore di calcio e ex calciatore inglese
- 4 luglio - Denise, cantautrice e musicista italiana
- 4 luglio - Marte Elden, ex fondista e ex mezzofondista norvegese
- 4 luglio - Willem Janssen, ex calciatore olandese
- 4 luglio - Inārs Kivlenieks, slittinista lettone
- 4 luglio - Terrance Knighton, giocatore di football americano statunitense
- 4 luglio - Takahisa Masuda, attore e cantante giapponese
- 4 luglio - Luca Perri, astrofisico e divulgatore scientifico italiano
- 4 luglio - Jhon Pérez, schermidore venezuelano
- 4 luglio - Rodrigo Javier Salinas, calciatore argentino
- 4 luglio - Igor Tadić, ex calciatore svizzero
- 4 luglio - Mía Taveras, modella dominicana
- 4 luglio - Fanny Valette, attrice francese
- 5 luglio - Salem Abdulla, calciatore emiratino
- 5 luglio - Kévin Anin, ex calciatore francese
- 5 luglio - Jurij Čeban, canoista ucraino
- 5 luglio - Ashkan Dejagah, ex calciatore iraniano
- 5 luglio - Charlotte van Gils, ex snowboarder olandese
- 5 luglio - Roy Gulwak, calciatore sudsudanese
- 5 luglio - Samuel Honrubia, ex pallamanista francese
- 5 luglio - Erik Moberg, ex calciatore svedese
- 5 luglio - Piermario Morosini, calciatore italiano († 2012)
- 5 luglio - Michele Pirro, pilota motociclistico italiano
- 5 luglio - Aleksandr Radulov, hockeista su ghiaccio russo
- 5 luglio - Mami Yoshida, ex pallavolista giapponese
- 5 luglio - Adam Young, cantante e musicista statunitense
- 6 luglio - Veronica Angeloni, ex pallavolista italiana
- 6 luglio - Luigi Di Maio, politico e funzionario italiano
- 6 luglio - Emanuela Fanelli, attrice e comica italiana
- 6 luglio - Giōrgos Gkalitsios, ex calciatore greco
- 6 luglio - David Karp, imprenditore statunitense
- 6 luglio - Omri Kende, ex calciatore israeliano
- 6 luglio - Andreas Schicker, ex calciatore austriaco
- 6 luglio - Milan Švenger, calciatore ceco
- 6 luglio - Djibril Thiam, ex cestista senegalese
- 7 luglio - Sailom Adi, pugile thailandese
- 7 luglio - Young Sid, rapper neozelandese
- 7 luglio - Álvaro García Cantó, calciatore spagnolo
- 7 luglio - Sindee Jennings, ex attrice pornografica statunitense
- 7 luglio - Martin Jilek, calciatore ceco
- 7 luglio - Jean Victor Maleb, calciatore vanuatuano
- 7 luglio - Gökay Müftüoğlu, attore turco
- 7 luglio - Weronika Nowakowska, ex biatleta polacca
- 7 luglio - Jair Pereira, ex calciatore messicano
- 7 luglio - Sevyn Streeter, cantautrice statunitense
- 8 luglio - Kaiane Aldorino, modella e politica gibilterriana
- 8 luglio - Malik Asselah, calciatore algerino
- 8 luglio - Manuel Barreiro Bustelo, calciatore spagnolo
- 8 luglio - Renata Costa, allenatrice di calcio e ex calciatrice brasiliana
- 8 luglio - Matías Donoso, calciatore cileno
- 8 luglio - Kenza Farah, cantautrice francese
- 8 luglio - Diogo José Gonçalves da Silva, calciatore brasiliano
- 8 luglio - Luke Hall, politico britannico
- 8 luglio - Jason Hayne, ex calciatore neozelandese
- 8 luglio - Andrés Imperiale, ex calciatore argentino
- 8 luglio - Lawrence Kinnard, ex cestista statunitense
- 8 luglio - Susan Krumins, mezzofondista olandese
- 8 luglio - Jake McDorman, attore statunitense
- 8 luglio - Tori Penso, arbitro di calcio statunitense
- 8 luglio - Sonny Weems, cestista statunitense
- 8 luglio - Adrian Winter, ex calciatore svizzero
- 8 luglio - Rafael Diego de Souza, ex calciatore brasiliano
- 9 luglio - Ole Johan Aas, allenatore di calcio, ex giocatore di calcio a 5 e ex calciatore norvegese
- 9 luglio - Aleksej Aravin, ex calciatore russo
- 9 luglio - Suzanne Bakker, allenatrice di calcio e ex calciatrice olandese
- 9 luglio - Sébastien Bassong, ex calciatore francese
- 9 luglio - Niccolò Beni, ex nuotatore italiano
- 9 luglio - Željko Brkić, allenatore di calcio e ex calciatore serbo
- 9 luglio - Antoine Cason, giocatore di football americano statunitense
- 9 luglio - Manuel Curto, ex calciatore portoghese
- 9 luglio - Kjartan Finnbogason, ex calciatore islandese
- 9 luglio - Li Ji, ex nuotatrice cinese
- 9 luglio - Andre Manders, ex calciatore bermudiano
- 9 luglio - Severo Meza, ex calciatore messicano
- 9 luglio - Genevieve Morton, modella sudafricana
- 9 luglio - Simon Orchard, hockeista su prato australiano
- 9 luglio - Jeff Rowe, regista, animatore e sceneggiatore statunitense
- 9 luglio - Talğat Sabalaqov, ex calciatore kazako
- 9 luglio - Katie Stam, modella statunitense
- 9 luglio - Kevin Thornton, calciatore irlandese
- 9 luglio - Brandon Uranowitz, attore statunitense
- 9 luglio - Kiely Williams, cantante e attrice statunitense
- 10 luglio - Maren Brinker, pallavolista tedesca
- 10 luglio - Marko Ćetković, calciatore montenegrino
- 10 luglio - Christian Dobnik, ex calciatore austriaco
- 10 luglio - Grégory Gendrey, calciatore francese
- 10 luglio - Edwin Hernández, ex calciatore messicano
- 10 luglio - Artūras Jeršovas, ex calciatore lituano
- 10 luglio - Charles Johnson, giocatore di football americano statunitense
- 10 luglio - Alessia Mancarella, attrice italiana
- 10 luglio - Marcus Vinicius Urban Toledo dos Reis, cestista brasiliano
- 10 luglio - Wyatt Russell, attore statunitense
- 10 luglio - Boris Savčenko, scacchista russo
- 10 luglio - Tom Soares, calciatore inglese
- 10 luglio - Ledri Vula, rapper kosovaro
- 11 luglio - Nana Akwasi Asare, ex calciatore ghanese
- 11 luglio - Will Brill, attore statunitense
- 11 luglio - Ian Cathro, allenatore di calcio e ex calciatore scozzese
- 11 luglio - Yoann Gourcuff, ex calciatore francese
- 11 luglio - Ryan Jarvis, ex calciatore inglese
- 11 luglio - Mickaël Mokongo, ex cestista centrafricano
- 11 luglio - Artëm Ovečkin, ex ciclista su strada russo
- 11 luglio - Vicente Pérez, ex calciatore spagnolo
- 11 luglio - B.J. Raji, ex giocatore di football americano statunitense
- 11 luglio - Api Ratuniyarawa, rugbista a 15 figiano
- 11 luglio - Raúl García, ex calciatore spagnolo
- 11 luglio - Marco Zanni, politico italiano
- 11 luglio - Sharnee' Zoll, ex cestista e allenatrice di pallacanestro statunitense
- 12 luglio - 360, rapper australiano
- 12 luglio - Aren Davoudi, cestista iraniano
- 12 luglio - Didier Digard, allenatore di calcio e ex calciatore francese
- 12 luglio - Simone Laudehr, ex calciatrice tedesca
- 12 luglio - Giovanni Montarone, attore italiano
- 12 luglio - Diego Nunes, pilota automobilistico brasiliano
- 12 luglio - Rommel Pacheco, tuffatore, politico e personaggio televisivo messicano
- 12 luglio - JP Pietersen, rugbista a 15 sudafricano
- 12 luglio - Evelyn Sharma, attrice tedesca
- 13 luglio - Malcolm Esajas, ex calciatore olandese
- 13 luglio - Nemanja Janičić, ex calciatore bosniaco
- 13 luglio - Larona Kgabo, modella botswana
- 13 luglio - Yakup Kılıç, pugile turco
- 13 luglio - Salvatore Rossini, pallavolista italiano
- 13 luglio - Stanley Weber, attore e regista francese
- 14 luglio - Rafael Berger, calciatore brasiliano
- 14 luglio - Pelageja, cantante russa
- 14 luglio - Sergej Chodos, schermidore russo
- 14 luglio - Alexander Gerndt, allenatore di calcio e ex calciatore svedese
- 14 luglio - Jesús González, cestista messicano
- 14 luglio - Edward Herrera, ex calciatore maltese
- 14 luglio - Nikolaj Kulëmin, hockeista su ghiaccio russo
- 14 luglio - Matthew Mills, ex calciatore inglese
- 14 luglio - Peta Murgatroyd, ballerina australiana
- 14 luglio - Dan Smith, cantautore britannico
- 14 luglio - Kunda Tom, calciatore cookese
- 14 luglio - Yordenis Ugás, pugile cubano
- 14 luglio - Ambruse Vanzekin, ex calciatore nigeriano
- 14 luglio - Jeff Williams, giocatore di poker statunitense
- 14 luglio - Yorick de Bruijn, tuffatore olandese
- 15 luglio - Arif, rapper norvegese
- 15 luglio - Leif Arrhenius, discobolo e pesista svedese
- 15 luglio - Ari Aster, regista, sceneggiatore e produttore cinematografico statunitense
- 15 luglio - Tina Bachmann, biatleta tedesca
- 15 luglio - Ezequiel Cruz, pallavolista portoricano
- 15 luglio - Sergio Prendes, ex calciatore spagnolo
- 15 luglio - Missy Martinez, attrice pornografica statunitense
- 15 luglio - Alex Merlim, giocatore di calcio a 5 brasiliano
- 15 luglio - Mishael Morgan, attrice trinidadiana
- 15 luglio - Nicholas Otaru, ex calciatore finlandese
- 15 luglio - Cynthia Uwak, calciatrice nigeriana
- 15 luglio - Rubén Zamponi, ex calciatore argentino
- 16 luglio - Ryan Ayers, ex cestista statunitense
- 16 luglio - Dustin Boyd, hockeista su ghiaccio canadese
- 16 luglio - Leith Brodie, nuotatore australiano
- 16 luglio - Edoardo Caletti, hockeista su ghiaccio italiano
- 16 luglio - Laura Carmichael, attrice britannica
- 16 luglio - Sebastián Cuerdo, ex calciatore argentino
- 16 luglio - Thomas Howes, attore britannico
- 16 luglio - Ahmed Harbi, calciatore palestinese
- 16 luglio - Timofej Mozgov, ex cestista russo
- 16 luglio - Leonid Rudenko, produttore discografico e disc jockey russo
- 16 luglio - Taryn Southern, attrice, comica e cantante statunitense
- 16 luglio - Polly Stenham, drammaturga e sceneggiatrice britannica
- 16 luglio - Savvas Tsampourīs, ex calciatore greco
- 16 luglio - Chigozie Udoji, calciatore nigeriano
- 16 luglio - Misako Uno, saggista, attrice e stilista giapponese
- 16 luglio - Nikola Vujadinović, calciatore montenegrino
- 16 luglio - László Zsidai, ex calciatore ungherese
- 16 luglio - David Abraham, ex calciatore argentino
- 17 luglio - Juan Albín, calciatore uruguaiano
- 17 luglio - Elvir Čolić, ex calciatore bosniaco
- 17 luglio - Rusmir Halilović, pallavolista bosniaco
- 17 luglio - Hamza Hassini, pugile tunisino
- 17 luglio - Dana, cantante, ballerina e attrice sudcoreana
- 17 luglio - Angelo Iannelli, cantautore, attore e scrittore italiano
- 17 luglio - Mojo Rawley, wrestler e ex giocatore di football americano statunitense
- 17 luglio - Lukas Rifesser, mezzofondista italiano
- 17 luglio - Elisa Siragusa, politica italiana
- 17 luglio - Lacey Von Erich, imprenditrice e ex wrestler statunitense
- 18 luglio - Naoaki Aoyama, ex calciatore giapponese
- 18 luglio - Simon Clarke, ciclista su strada e pistard australiano
- 18 luglio - Xavier Costa Ferré, hockeista su pista spagnolo
- 18 luglio - Corina Căprioriu, judoka rumena
- 18 luglio - Alexandre D'Acol, ex calciatore brasiliano
- 18 luglio - Kitok, rapper e cantante svedese
- 18 luglio - Anna Fischer, attrice tedesca
- 18 luglio - Huang Qian, scacchista cinese
- 18 luglio - Hudson Fernando Tobias de Carvalho, ex calciatore brasiliano
- 18 luglio - Mustapha Jarju, ex calciatore gambiano
- 18 luglio - Calvin Jong-a-Pin, ex calciatore olandese
- 18 luglio - Anders Kaagh, ex calciatore danese
- 18 luglio - Yassin Moutaouakil, ex calciatore francese
- 18 luglio - Kyle Scatliffe, attore statunitense
- 18 luglio - Sebastian Schuppan, allenatore di calcio e ex calciatore tedesco
- 18 luglio - Aaron Scott, calciatore neozelandese
- 18 luglio - Walter Sharpe, ex cestista statunitense
- 18 luglio - Shin Hyung-min, calciatore sudcoreano
- 18 luglio - James Sorensen, attore australiano
- 18 luglio - Carlos Villa, ex calciatore guatemalteco
- 18 luglio - Vladana Vučinić, cantante montenegrina
- 19 luglio - Daniel Amabile, arbitro di calcio italiano
- 19 luglio - Jarell Christian, allenatore di pallacanestro e dirigente sportivo statunitense
- 19 luglio - Evan Dietrich-Smith, giocatore di football americano statunitense
- 19 luglio - Afërdita Dreshaj, modella e cantante kosovara
- 19 luglio - Lorenzo Giovanchelli, rugbista a 15 italiano
- 19 luglio - Leandro Greco, allenatore di calcio e ex calciatore italiano
- 19 luglio - Charles Kahudi, ex cestista della Repubblica Democratica del Congo
- 19 luglio - Jinder Mahal, wrestler canadese
- 19 luglio - Myles McKay, ex cestista statunitense
- 19 luglio - Travis Milne, attore canadese
- 19 luglio - Xavi Molina, calciatore spagnolo
- 19 luglio - Carla Morrison, cantautrice e compositrice messicana
- 19 luglio - Saša Mus, ex calciatore croato
- 19 luglio - Pang Wei, tiratore a segno cinese
- 19 luglio - Laurent Pichon, ex ciclista su strada francese
- 19 luglio - Matthew Raudsepp, attore canadese
- 19 luglio - Given Singuluma, ex calciatore zambiano
- 19 luglio - Steffen Weinhold, pallamanista tedesco
- 19 luglio - David Zurutuza, ex calciatore spagnolo
- 20 luglio - Leonel Altobelli, ex calciatore argentino
- 20 luglio - Valeria Bystritskaya, modella tedesca
- 20 luglio - Osric Chau, attore canadese
- 20 luglio - Theresa Emil Eslund, allenatrice di calcio e ex calciatrice danese
- 20 luglio - Kadu, calciatore brasiliano
- 20 luglio - Kanae Oki, doppiatrice giapponese
- 20 luglio - Antonio Peña, cestista statunitense
- 20 luglio - Gilbert Burns, artista marziale misto brasiliano
- 20 luglio - Alessandro Re, ex hockeista su ghiaccio italiano
- 20 luglio - Sainjargal Nyam-Ochir, judoka mongolo
- 20 luglio - Elie Stephan, ex cestista libanese
- 21 luglio - Anthony Annan, calciatore ghanese
- 21 luglio - Enikő Barabás, canottiera rumena
- 21 luglio - Baraka, calciatore brasiliano
- 21 luglio - Breyner Bonilla, ex calciatore colombiano
- 21 luglio - Livia Brito, attrice cubana
- 21 luglio - Heinrich Brüssow, ex rugbista a 15 sudafricano
- 21 luglio - Pablo Nicolás Caballero, calciatore argentino
- 21 luglio - Ancil Farrier, ex calciatore trinidadiano
- 21 luglio - Rebecca Ferguson, cantante e compositrice britannica
- 21 luglio - Martin Fischer, ex tennista austriaco
- 21 luglio - Betty Gilpin, attrice statunitense
- 21 luglio - Ludovic Groguhe, pugile francese
- 21 luglio - Diane Guerrero, attrice statunitense
- 21 luglio - Aziz Ibragimov, ex calciatore uzbeko
- 21 luglio - Meike Kröger, altista tedesca
- 21 luglio - Dóra Medgyessy, ex cestista ungherese
- 21 luglio - Fulgence Ouedraogo, rugbista a 15 francese
- 21 luglio - Jarno Parikka, ex calciatore finlandese
- 21 luglio - Taulant Sefgjinaj, ex calciatore albanese
- 21 luglio - Sofiane, rapper francese
- 21 luglio - Alagie Sosseh, calciatore svedese
- 21 luglio - Founéké Sy, calciatore maliano († 2020)
- 21 luglio - Jason Thompson, ex cestista statunitense
- 21 luglio - Fernando Tielve, attore spagnolo
- 21 luglio - Wesley Woodyard, giocatore di football americano statunitense
- 22 luglio - Jolene Anderson, cestista statunitense
- 22 luglio - Anya, cantante rumena
- 22 luglio - Borys Baranec', ex calciatore ucraino
- 22 luglio - Iefke van Belkum, pallanuotista olandese
- 22 luglio - Enzo Borges, calciatore uruguaiano
- 22 luglio - Oreol Camejo, pallavolista cubano
- 22 luglio - Coleman Collins, ex cestista statunitense
- 22 luglio - Alexandra Daum, ex sciatrice alpina austriaca
- 22 luglio - Stevie Johnson, giocatore di football americano statunitense
- 22 luglio - Djakaridja Koné, ex calciatore ivoriano
- 22 luglio - Szandra Lajtos, pattinatrice di short track ungherese
- 22 luglio - Lang Zheng, calciatore cinese
- 22 luglio - Sergeý Larïn, allenatore di calcio e ex calciatore kazako
- 22 luglio - Sean Lee, giocatore di football americano statunitense
- 22 luglio - Marlon Mau, ex giocatore di football americano tedesco
- 22 luglio - Júnior Maranhão, calciatore brasiliano
- 22 luglio - Mrozu, cantante e produttore discografico polacco
- 22 luglio - Nilo Mur, attore spagnolo
- 22 luglio - Thunder Rosa, wrestler messicana
- 22 luglio - Thiego, calciatore brasiliano († 2016)
- 22 luglio - Fred Nelson de Oliveira, ex calciatore brasiliano
- 23 luglio - Charel Allen, ex cestista e allenatrice di pallacanestro statunitense
- 23 luglio - Mattia Aversa, nuotatore italiano
- 23 luglio - Alessandro Manuel Benvenuto, politico italiano
- 23 luglio - Ela Darling, attrice pornografica statunitense
- 23 luglio - Natasha Hastings, velocista statunitense
- 23 luglio - Nadja Kamer, ex sciatrice alpina svizzera
- 23 luglio - Ayaka Komatsu, attrice, modella e cantante giapponese
- 23 luglio - Leonardo Pettinari, allenatore di calcio e ex calciatore italiano
- 23 luglio - Reece Ritchie, attore inglese
- 23 luglio - Elena Sokolova, lunghista russa
- 23 luglio - Alex Čubrevič, cestista russo
- 24 luglio - Richie Brockel, ex giocatore di football americano statunitense
- 24 luglio - Jonathan Caruana, ex calciatore maltese
- 24 luglio - Enrico Ceccato, dirigente sportivo e ex rugbista a 15 italiano
- 24 luglio - Remy Hii, attore australiano
- 24 luglio - Vüqar Həşimov, scacchista azero († 2014)
- 24 luglio - Juri Judt, calciatore tedesco
- 24 luglio - Teo Kardum, calciatore croato
- 24 luglio - Megan Park, attrice e regista canadese
- 24 luglio - Tomi Petrescu, calciatore finlandese
- 24 luglio - Kaido Saks, cestista estone
- 24 luglio - Miguel Socolovich, giocatore di baseball venezuelano
- 24 luglio - Fernando Tissone, calciatore argentino
- 24 luglio - Samuel Tuia, pallavolista francese
- 24 luglio - Keisuke Ushiro, multiplista giapponese
- 24 luglio - Leon Williams, cestista statunitense
- 25 luglio - Kate Butters, ex cestista britannica
- 25 luglio - Robert Dietrich, hockeista su ghiaccio tedesco († 2011)
- 25 luglio - Jonathan Forte, ex calciatore inglese
- 25 luglio - Joaquín Gómez, allenatore di calcio spagnolo
- 25 luglio - Gabe Grunewald, mezzofondista statunitense († 2019)
- 25 luglio - Abraham Guié Gneki, ex calciatore ivoriano
- 25 luglio - Hulk, calciatore brasiliano
- 25 luglio - Kyla La Grange, cantante britannica
- 25 luglio - Barbara Meier, modella e attrice tedesca
- 25 luglio - Steven Morrissey, calciatore giamaicano
- 25 luglio - Maria Pietilä Holmner, ex sciatrice alpina svedese
- 25 luglio - Michael Præst, ex calciatore danese
- 25 luglio - Ahtyba Rubin, giocatore di football americano statunitense
- 25 luglio - Stephanie Schiller, canottiera tedesca
- 25 luglio - Margrét Lára Viðarsdóttir, calciatrice islandese
- 26 luglio - Thiago Alves, pallavolista brasiliano
- 26 luglio - Simone Campedelli, pilota di rally italiano
- 26 luglio - Mickell Gladness, ex cestista statunitense
- 26 luglio - Ivan Kovalëv, ex pistard e ciclista su strada russo
- 26 luglio - Swann Oberson, ex nuotatrice svizzera
- 26 luglio - Monica Raymund, attrice e regista statunitense
- 26 luglio - Lisa Sabino, tennista svizzera
- 26 luglio - Leonardo Ulloa, ex calciatore argentino
- 26 luglio - Florin Vlaicu, ex rugbista a 15 rumeno
- 27 luglio - Andrea Barbieri, rugbista a 15 italiano
- 27 luglio - François Braud, ex combinatista nordico francese
- 27 luglio - Petter Brenna, ex sciatore alpino norvegese
- 27 luglio - Kees van Buuren, ex calciatore olandese
- 27 luglio - DeMarre Carroll, ex cestista e allenatore di pallacanestro statunitense
- 27 luglio - Matheus Cavichioli, calciatore brasiliano
- 27 luglio - Jessica Eye, artista marziale mista statunitense
- 27 luglio - Dimităr Vasilev Iliev, calciatore bulgaro
- 27 luglio - Dossa Júnior, ex calciatore portoghese
- 27 luglio - Courtney Kupets, ginnasta statunitense
- 27 luglio - Liam Little, calciatore neozelandese
- 27 luglio - Edílson Mendes Guimarães, ex calciatore brasiliano
- 27 luglio - Antonio Ricciardello, pallavolista italiano
- 28 luglio - Diana Broce, modella panamense
- 28 luglio - Paolo Buso, rugbista a 15 italiano
- 28 luglio - Essence Carson, ex cestista statunitense
- 28 luglio - Alexandra Chando, attrice statunitense
- 28 luglio - Semih Erden, ex cestista turco
- 28 luglio - Gabe Evans, politico statunitense
- 28 luglio - Nolan Gerard Funk, attore canadese
- 28 luglio - Danny Grainger, ex calciatore inglese
- 28 luglio - Terrence Jennings, taekwondoka statunitense
- 28 luglio - Lauri Korpikoski, hockeista su ghiaccio finlandese
- 28 luglio - Maxime Mermoz, ex rugbista a 15 francese
- 28 luglio - Serhij Pohorhilyj, calciatore ucraino
- 28 luglio - Huma Qureshi, attrice indiana
- 28 luglio - Veniamin Rešetnikov, schermidore russo
- 28 luglio - Donald Washington, ex giocatore di football americano statunitense
- 29 luglio - Patrik Baumann, ex calciatore svizzero
- 29 luglio - Anton Belov, hockeista su ghiaccio russo
- 29 luglio - Cho Ha-ri, pattinatrice di short track sudcoreana
- 29 luglio - Arnar Førsund, calciatore norvegese
- 29 luglio - Salvatore Ganacci, disc jockey e produttore discografico bosniaco
- 29 luglio - Tiago Gomes, ex calciatore portoghese
- 29 luglio - Jamie Hamill, allenatore di calcio e ex calciatore scozzese
- 29 luglio - Kōsuke Kamiyama, giocatore di football americano giapponese
- 29 luglio - Leanid Kovel', allenatore di calcio e ex calciatore bielorusso
- 29 luglio - Laëtitia Le Corguillé, ciclista di BMX francese
- 29 luglio - Ashraf Nu'man, calciatore palestinese
- 29 luglio - João Gabriel Silva Ferreira, ex calciatore portoghese
- 30 luglio - Arthur Abele, multiplista tedesco
- 30 luglio - Aleksandăr Emilov Aleksandrov, ex calciatore bulgaro
- 30 luglio - Bruno Cerella, ex cestista argentino
- 30 luglio - Mariana Costa, pallavolista brasiliana
- 30 luglio - Tom Dwan, giocatore di poker statunitense
- 30 luglio - King Lil G, rapper statunitense
- 30 luglio - Danielle Green, ex cestista statunitense
- 30 luglio - Carolina Guerra, attrice, modella e conduttrice televisiva colombiana
- 30 luglio - Li Qian, tennistavolista cinese
- 30 luglio - Massimiliano Morra, attore e ex modello italiano
- 30 luglio - Paul Ramírez, calciatore venezuelano († 2011)
- 30 luglio - Salam Shakir, calciatore iracheno
- 30 luglio - Nicolas Taccoen, ex cestista francese
- 30 luglio - Danielle Wiener, attrice e doppiatrice statunitense
- 30 luglio - Jimmy Wilson, giocatore di football americano statunitense
- 30 luglio - Elif Jale Yeşilırmak, lottatrice russa
- 31 luglio - Candy Bauer, bobbista e ex pesista tedesco
- 31 luglio - Dean Budd, ex rugbista a 15 neozelandese
- 31 luglio - Gary Dicker, allenatore di calcio e ex calciatore irlandese
- 31 luglio - Paola Espinosa, tuffatrice messicana
- 31 luglio - Kortney Kane, ex attrice pornografica e ex modella statunitense
- 31 luglio - Milano Koenders, ex calciatore olandese
- 31 luglio - Shinzō Kōroki, ex calciatore giapponese
- 31 luglio - Evgenij Malkin, hockeista su ghiaccio russo
- 31 luglio - Wunmi Mosaku, attrice britannica
- 31 luglio - Brian Orakpo, giocatore di football americano statunitense
- 31 luglio - Svetlana Slepcova, ex biatleta russa